# Juno Award för Årets grupp
Juno Award för årets grupp är ett årligt musikpris som utdelas av Canadian Academy of Recording Arts and Sciences (CARAS) till en kanadensisk musikgrupp. Fem grupper nomineras till priset genom en kombination av försäljningsstatistik och omröstning bland CARAS medlemmar. Vinnaren utses genom medlemsomröstning.

Priset har under åren gått under olika namn: Top Vocal Instrumental Group (1970–1971), Vocal Instrumental Group of the Year (1972–1973), och Best Group (1999–2002). 1972 och 1973 fanns även ett pris för Outstanding Performance of the Year – Group. Sedan 2003 heter priset Årets grupp (Group of the Year).

## Mottagare

### Top Vocal Instrumental Group (1970–1971)
| År   | Vinnare       | Ref.  |
| ---- | ------------- | ----- |
| 1970 | The Guess Who | [ 2 ] |
| 1971 | The Guess Who | [ 2 ] |

### Vocal Instrumental Group of the Year and Outstanding Performance of the Year – Group (1972–1973)
| År   | Vocal Instrumental Group of the Year | Outstanding Performance of the Year – Group | Refs.       |
| ---- | ------------------------------------ | ------------------------------------------- | ----------- |
| 1972 | The Stampeders                       | Lighthouse                                  | [ 3 ] [ 4 ] |
| 1973 | Lighthouse                           | Edward Bear                                 | [ 5 ] [ 6 ] |

### Group of the Year (1974–1998)
| År                       | Vinnare                    | Nominerade                                                                  | Ref.        |
| ------------------------ | -------------------------- | --------------------------------------------------------------------------- | ----------- |
| 1974                     | Lighthouse                 | - Gary & Dave - The Guess Who - The Stampeders                              | [ 7 ] [ 8 ] |
| 1975                     | Bachman–Turner Overdrive   | - April Wine - Lighthouse - The Guess Who - The Stampeders                  | [ 9 ]       |
| 1976                     | Bachman–Turner Overdrive   | - April Wine - Beau Dommage - Harmonium - The Stampeders                    | [ 10 ]      |
| 1977                     | Heart                      | - April Wine - Bachman–Turner Overdrive - Rush - The Stampeders             | [ 11 ]      |
| 1978                     | Rush                       | - April Wine - Bachman–Turner Overdrive - The Stampeders - Trooper          | [ 12 ]      |
| 1979                     | Rush                       | - Chilliwack - Prism - Triumph - Trooper                                    | [ 13 ]      |
| 1980                     | Trooper                    | - April Wine - Max Webster - Prism - Rush                                   | [ 14 ]      |
| 1981                     | Prism                      | - April Wine - Harlequin - Max Webster - Rush                               | [ 15 ]      |
| 1982                     | Loverboy                   | - April Wine - Prism - Rush - The Rovers                                    | [ 16 ]      |
| 1983                     | Loverboy                   | - April Wine - Chilliwack - Rush - Saga                                     | [ 17 ]      |
| 1984                     | Loverboy                   | - Chilliwack - Payola$ - Red Rider - Rush                                   | [ 18 ]      |
| 1985                     | Parachute Club             | - Helix - Honeymoon Suite - Strange Advance - Triumph                       | [ 19 ]      |
| 1986                     | Honeymoon Suite            | - Loverboy - Platinum Blonde - Rush - Triumph                               | [ 20 ]      |
| 1987                     | Tom Cochrane och Red Rider | - Parachute Club - Rock and Hyde - The Box - Triumph                        | [ 21 ]      |
| Ingen prisutdelning 1988 |                            |                                                                             |             |
| 1989                     | Blue Rodeo                 | - Glass Tiger - Honeymoon Suite - Rush - Tom Cochrane och Red Rider         | [ 22 ]      |
| 1990                     | Blue Rodeo                 | - Cowboy Junkies - Rush - The Jeff Healey Band - Tom Cochrane och Red Rider | [ 23 ]      |
| 1991                     | Blue Rodeo                 | - Cowboy Junkies - Rush - The Jeff Healey Band - The Northern Pikes         | [ 24 ]      |
| 1992                     | Crash Test Dummies         | - Blue Rodeo - Glass Tiger - Rush - The Tragically Hip                      | [ 25 ]      |
| 1993                     | Barenaked Ladies           | - 54-40 - Blue Rodeo - Les B.B. - The Tragically Hip                        | [ 26 ]      |
| 1994                     | The Rankin Family          | - Blue Rodeo - Moxy Fruvous - Rush - The Jeff Healey Band                   | [ 27 ]      |
| 1995                     | The Tragically Hip         | - Barenaked Ladies - Crash Test Dummies - Spirit of the West - The Watchmen | [ 28 ]      |
| 1996                     | Blue Rodeo                 | - Headstones - Odds - The Rankin Family - The Tea Party                     | [ 29 ]      |
| 1997                     | The Tragically Hip         | - 54-40 - I Mother Earth - Moist - Noir Silence                             | [ 30 ]      |
| 1998                     | Our Lady Peace             | - Big Sugar - Blue Rodeo - Great Big Sea - The Tea Party                    | [ 31 ]      |

### Best Group (1999–2002)
| År   | Vinnare           | Nominerade                                                                 | Ref.   |
| ---- | ----------------- | -------------------------------------------------------------------------- | ------ |
| 1999 | Barenaked Ladies  | - Matthew Good Band - Philosopher Kings - The Rankins - The Tragically Hip | [ 32 ] |
| 2000 | Matthew Good Band | - La Chicane - Moist - Our Lady Peace - The Tea Party                      | [ 33 ] |
| 2001 | Barenaked Ladies  | - Blue Rodeo - soulDecision - The Moffatts - The Tragically Hip            | [ 34 ] |
| 2002 | Nickelback        | - Matthew Good Band - Our Lady Peace - Sum 41 - The Tea Party              | [ 35 ] |

### Årets grupp (från 2003)
| År   | Vinnare            | Nominerade                                                                         | Ref.   |
| ---- | ------------------ | ---------------------------------------------------------------------------------- | ------ |
| 2003 | Sum 41             | - Blue Rodeo - Our Lady Peace - Swollen Members - The Tragically Hip               | [ 36 ] |
| 2004 | Nickelback         | - Barenaked Ladies - Finger Eleven - La Chicane - Our Lady Peace                   | [ 37 ] |
| 2005 | Billy Talent       | - Great Big Sea - Simple Plan - Sum 41 - The Tragically Hip                        | [ 38 ] |
| 2006 | Nickelback         | - Barenaked Ladies - Blue Rodeo - Our Lady Peace - Theory of a Deadman             | [ 39 ] |
| 2007 | Billy Talent       | - Alexisonfire - Hedley - The Tragically Hip - Three Days Grace                    | [ 40 ] |
| 2008 | Blue Rodeo         | - Arcade Fire - Finger Eleven - Hedley - Kaïn                                      | [ 41 ] |
| 2009 | Nickelback         | - Great Big Sea - Simple Plan - The Trews - Tokyo Police Club                      | [ 42 ] |
| 2010 | Metric             | - Billy Talent - Blue Rodeo - Hedley - The Tragically Hip                          | [ 43 ] |
| 2011 | Arcade Fire        | - Broken Social Scene - Down With Webster - Great Big Sea - Three Days Grace       | [ 44 ] |
| 2012 | Arkells            | - Down With Webster - Hedley - Nickelback - Sam Roberts Band                       | [ 45 ] |
| 2013 | Marianas Trench    | - Billy Talent - Metric - Rush - The Sheepdogs                                     | [ 46 ] |
| 2014 | Tegan and Sara     | - Arcade Fire - Blue Rodeo - Hedley - Walk off the Earth                           | [ 47 ] |
| 2015 | Arkells            | - Chromeo - Mother Mother - Nickelback - You+Me                                    | [ 48 ] |
| 2016 | Walk Off The Earth | - Hedley - Marianas Trench - Metric - Three Days Grace                             | [ 49 ] |
| 2017 | The Tragically Hip | - Arkells - Billy Talent - Tegan and Sara - The Strumbellas                        | [ 50 ] |
| 2018 | A Tribe Called Red | - Alvvays - Arcade Fire - Broken Social Scene - Hedley - nominering tillbakadragen |        |
| 2019 | Arkells            | - Chromeo - Metric - The Sheepdogs - Three Days Grace                              | [ 51 ] |